# Faker
Faker, izmišljeni lik iz popularne Mattelove franšize Gospodari svemira. On je zli dvojnik He-Mana, u službi gospodara Skeletora. Različito je prikazan u različitim medijima, ali prema izvornom obrascu on je robotska replika He-Mana, plave kože i crvene kose, koju je dizajnirao Skeletor s ciljem zavaravanja ljudi, odnosno radi pokušaja podmetanja Fekara kao varalice koja glumi He-Mana. U većini pojavljivanja on je robot, ali u nekim medijima je prikazan kao rezultat čarolije kojom je stvoren kao fizička replika He-Mana kako bi zavarao stanovnike Eternije. Također, ponekad je potpuno isti kao He-Man, a ponekad može mijenjati boju kože, odnosno njegova plava koža može biti sakrivena.

## Povijest lika
Prema jednoj verziji, Faker je magično biće koje je stvorio Skeletor uz pomoć magije i upotrijebio ga da odvuče Čarobnicu izvan dvorca Sive Lubanje. Faker je prikazan kao identična kopija He-Mana s jedinom razlikom svjetlećih očiju i mehaničkog glasa. Prema drugoj verziji, Faker je humanoidni robot plave boje kože kojeg je napravio Skeletor kao imitaciju He-Mana kako bi mu poslužio da zavara Eternijance. Prema trećoj verziji, Fakera je izradio Man-At-Arms kako bi predstavio He-Mana uz princa Adama kada su obojica potrebni, kako bi smanjio sumnje da princ Adam nestane svaki put kada se He-Man pojavi. Međutim, ideja je naposljetku bila odbačena pa je Faker završio u smetlištu gdje ga je pronašao Tri-Klops te ga je reprogramirao na zahtjev Skeletora i pretvorio u zlikovca.

## Originalni mini stripoviGospodari svemira
Iako se rano pojavio kao akcijska figura u liniji Gospodari svemira, kasnije je bio zanemaren pa je opet reizdan 1986. godine. Zbog toga se Faker pojavljuje prvi put u mini stripu "Potraga za Keldorom" (The Search for Keldor, 1986.) kao zli robotski dvojnik He-Mana kojeg je Skeletor napravio kako bi zavarao kralja Randora i spriječio ga da otkrije mračnu tajnu o Keldoru. Međutim, kralj Randor je brzo prozreo prevaru i probio Fakera svojim kopljem. U sukobu su, također, sudjelovali Scare Glow i Ninjor koje je prizvao Skeletor iz druge dimenziju kako bi mu pomogli savladati Čarobnicu, kralja Randora, princa Adama i Clampa Champa.

## Televizijska adaptacija lika

### He-Man i Gospodari svemira (1983. - 1985.)
Faker se pojavljuje prvi i jedini put u originalnoj animirnoj seriji iz 1980-ih u epizodi "Štap oblikovanja" (The Shaping Staff) emitirane 1983. godine. Skeletor je čarolijom stvorio Fakera, potpuno nalik He-Manu s izuzetkom blještećih očiju i metalnog glasa, kako bi zavarao Čarobnicu i natjerao je da izađe iz dvorca Sive Lubanje, nakon čega ju je napala Evil-Lyn i uz pomoć magije zatočila u stablo. Kada se He-Man oslobodio zatočeništva, sukobio se s Fakerom i naposljetku ga bacio u bezdan kraj dvorca Sive Lubanje. Iako je Skeletor obećao da će vratiti Fakera iz ponora i popraviti ga, to se nije nikada dogodilo u Filmationovoj animiranoj seriji.

### Gospodari svemira: Otkriće (2021. - ....)
Faker se pojavljuje u prvoj epizodi Netflixove animirane serije iz 2021. godine u kojoj je prikazan kao savršena kopija He-Mana koja dolazi na Stridoru pred dvorac Siva Lubanja držeći na uzdama dvojicu Zlih ratnika i poziva Čarobnicu. Nakon što je Čarobnica otvorila kapiju dvorca, Faker staje uz nju, a Zli ratnici otkrivaju svoje pravo obličje Skeletora i Evil-Lyn. Kada se Čarobnica pripremala za sukob s njima, dohvatio ju je lažni He-Man nakon čega je shvatila da je to zapravo Faker. Tokom sukoba, Faker je bio oštećen te je otkrio svoje plavo robotsko tijelo. Naposljetku je poražen i uništen kada ga je pogodio Man-At-Arms.

## Sposobnosti, oružje i moći
Vjerna je kopija He-Mana, izuzev što se pojavljuje s plavom kožom i crvenom kosom. Od oružja posjeduje kopiju Skeletorovog mača, druge polovice Mača moći, a u nekim verzijama ima i repliku Skeletorovog Štapa Uništenja. Budući da je robot, posjeduje veliku snagu, mogućnost samopopravka i može izdržati veća oštećenja uz zadržavanje vitalnih funkcija.